# حقل جريشان
حقل جريشان النفطي هو حقل نفطي عراقي في منطقة جريشان في مقاطعة خضر الماي في غرب ناحية سفوان في قضاء الزبير غرب محافظة البصرة جنوب جمهورية العراق، كثافة نفط حقل جريشان 32، وطوله 12 كيلومتراً ونصف، وعرضه 9 كيلومترات، اكتشفَ الحقلُ سنة 1959م، وكان فيه حينئذٍ 70 مليون برميل، ذُكر سنة 2018 في كتاب (تحليل الجولة الخامسة من جولات تراخيص استكشاف النفط في العراق) أن في حقل جريشان 24 مليون و500 ألف برميل نفط مؤكد، و70 مليون برميل غير مؤكدة، وقال عبد الجبار عبود الحلفي سنة 2013 إن الحقل "غير منتجٍ حاليّاً لنضوب نفطه المؤكّد"، كثافة نفط جريشان 19، وفي شمال غرب حقل جريشان حقلٌ نفطيٌ اسمُه حقل راجي والمسافة بينهما 23 كيلومتراً، وفي شمال شرق جريشان حقلٌ نفطي آخر اسمه حقل الرميلة والمسافة بينهما 25 كيلومتراً.